# Roberto Olla
Roberto Olla (Alghero, 18 giugno 1951) è un giornalista e scrittore italiano.

## Biografia
Di origine sarda, Roberto Olla si trasferisce a Milano dove si laurea con lode alla facoltà di filosofia dell'Università Statale, con una tesi su Walter Benjamin.
Entrato in Rai come vincitore di concorso nel 1978, si specializza nella realizzazione di inchieste, di documentari storici e di dirette televisive in occasione di ricorrenze storiche. È stato un giornalista del Tg1, caporedattore responsabile della rubrica TG1 Storia e della rubrica TG1 Dialogo. Ha realizzato i primi documentari in 3D italiani trasmessi dalla Rai. Attualmente lavora per le reti Mediaset e in particolare per il TG5 dove cura la rubrica La Storia.
Autore di diversi libri, ha ricevuto il Premio Acqui Storia 2020 per la storia in tv, il Premio Flaiano (2002), il Premio Internazionale di Letteratura Il Molinello (2001), il Premio Saint-Vincent per il giornalismo (1997), il Premio Ilaria Alpi, il Premio giornalistico Hrant Dink per la libertà d'informazione, l'Oscar Tv Speciale per il 50° della Tv col documentario "Auschwitz e la cioccolata", il Premio Tarquinia Cardarelli, il premio Disfida di Barletta (1997), il Premio Capo D'Orlando (2009), il Premio Leonardo città di Salerno (2010). 
È stato presidente a Ginevra dell'IAG (Interdisciplinary Archives Group), organismo dell'Unione europea di radiodiffusione e agenzia di collegamento tra gli archivi radiotelevisivi europei. È stato membro del comitato scientifico della Fondazione Museo della Shoah di Roma e del comitato scientifico della mostra sulle Foibe al Vittoriano.

## Opere
- a cura di R. Olla, Chi l'ha visto? un'idea di Livio Beghin, Roma, Nuova ERI, 1990, ISBN 88-397-0600-3.
- Chi l'ha visto 2: bambini scomparsi, Roma, Nuova ERI, 1991, ISBN 88-397-0653-4.
- R. Olla-Sergio Valzania, Artisti da combattimento, Milano, Mondadori, 1996, ISBN 88-7813-612-3. [sui Combat Artist nelle guerre del '900]
- Le non persone. Gli italiani nella Shoah, Roma, Rai Eri, 1999, ISBN 8839710612. [interviste coi superstiti]
- Ancora ciliegie, zio SS, Roma, Rai Eri, 2001, ISBN 88-397-1154-6.
- Combat film, con un intervento di Italo Moscati, Roma, RAI-ERI, 1997, ISBN 88-397-0999-1. [Le immagini dei fotografi militari Alleati sul fronte italiano]
- Padrini. Alla ricerca del DNA di Cosa Nostra, Milano, Mondadori, 2003, ISBN 88-04-51428-0. [tradotto in inglese col titolo Godfathers; tradotto in portoghese col titolo Os Padrinhos]
- Dux. Una biografia sessuale di Mussolini (Il Duce and His Women, 2011), Prefazione di Piero Melograni, Milano, Rizzoli, 2012, ISBN 978-88-17-05643-4.
- La ragazza che sognava il cioccolato, Nove, La Compagnia del Libro, 2014

## Televisione
- Dal maggio 2016 cura e conduce la rubrica La Storia per il TG5.
- “Con Sami per non dimenticare”, 2023 documentario (con Sami Modiano) Speciali del TG5
- ”La bambina di Auschwitz”, 2023 documentario (con Tatiana Bucci) Speciali del Tg5
- “Parole dal silenzio” , 2021, documentario, Speciali del Tg5
- “Amici per la vita” (con Piero Terracina e Sami Modiano), 2018, documentario, Speciali del Tg5
- “Noi e il Muro”,  2019, documentario, Speciali del Tg5
- ”L’Uomo di Rodi” (con Sami Modiano), 2020 documentario, Speciali del Tg5
- “L’amico americano”, 2021, documentario, Speciali del Tg5
- “Testimone contro l’indifferenza. Liliana Segre”, 2020, documentario, Speciali del Tg5
- “La luce della Luna”, 2019, documentario, Speciali del Tg5
- First Lady”, 2017, documentario, Speciali del Tg5
- Settanta anni fa la nostra Italia (2016), documentario in occasione del 70º anniversario della Repubblica realizzato per la redazione Speciali del TG5.
- Soldato Semplice (2015), documentario sulla prima guerra mondiale in Europa realizzato per la Rai
- L'amore dopo la tempesta (2014), documentario per la Rai, la storia di Sami Modiano (sopravvissuto ad Auschwitz) e di sua moglie Selma
- “Ragazze con il mitra”, 2006, documentario con Tina Anselmi e Valchiria Terradura - Speciale Tg1
- ”Una rosa sul filo spinato (la storia di Piero Terracina”,  2004, documentario, Speciale Tg1
- Ha curato e condotto le rubriche del TG1 Storia e Dialogo
- Auschwitz. Una sfida per la filosofia, (2013) documentario realizzato per la Rai.
- ”Sonderkommando 182727”, 2012 documentario, con Shlomo Venezia - Speciale Tg1
- “La notte e l’alba”, con Elie Wiesel, 2005,  documentario , Speciale Tg1
- Combat film – produzione multimediale che comprende un ciclo di 12 documentari su Rai 1, la pubblicazione di 25 homevideo dvd, un ciclo radiofonico ("Combat Radio") su Radio2 con i reportage radiofonici dei corrispondenti di guerra.
- Per la produzione di Rai Cinema, in collaborazione con la redazione Speciali del TG1, ha realizzato il film documentario Nero Petrolio ispirato al romanzo incompiuto Petrolio di Pier Paolo Pasolini, e il film documentario Armonia, la storia e la vita di due famiglie cinesi che partecipano alla grande corsa dell'economia della Cina.
- Per la Rai ha realizzato il primo documentario in 3D intitolato Foibe e il secondo dedicato agli italiani sopravvissuti ad Auschwitz che si intitola Le non persone anch'esso in 3D.
- Per La grande storia di Rai 3 in prima serata ha realizzato numerosi film documentari tra cui si segnalano: Matrimoni, Emigranti (Premio Flaiano), Tedeschi, Ballando, Duello Reale, Gli ultimi padrini, Suoni dal silenzio.
- Per la rubrica Speciale TG1 ha realizzato numerosi documentari e inchieste tra cui si segnalano Sindrome Vietnam,  Testimoni degli abissi, La bomba e la vita, Il bandito e il presidente, Il maestro e il dittatore, Donne e potere, Mamme.
- Ha scritto e diretto documentari per coproduzioni internazionali con emittenti pubbliche europee, The History Ch, Arte.Tv, tra cui Looking for Sophia.
- È stato autore, inviato e regista-sceneggiatore delle ricostruzioni di fiction di diverse puntate dei cicli di Telefono Giallo su Rai 3.
- È stato autore, inviato e regista-sceneggiatore delle ricostruzioni di fiction dei primi tre cicli di Chi l'ha visto? su Rai 3.
- Ha realizzato per Rai International il ciclo televisivo in 20 puntate I remember Italy con le testimonianze e le immagini dei soldati di oltre 20 nazioni che hanno partecipato alla guerra in Italia.